# Undead (Hollywood Undead)
Undead è un singolo discografico del gruppo musicale statunitense Hollywood Undead, pubblicato nel 2008 ed estratto dall'album Swan Songs.

## Tracce
- 7"

1. Undead
2. Circles

## Formazione
- Charlie Scene – chitarra, voce
- Da Kurlzz – voce
- Deuce – basso, tastiera, programmazioni, voce
- Funny Man – voce
- J-Dog – tastiera, voce
- Johnny 3 Tears – voce
- Josh Freese – batteria